# Donald Cowie (regatista)
Donald John Cowie –conocido como Don Cowie– (Palmerston North, 5 de enero de 1962) es un deportista neozelandés que compitió en vela en la clase Star. 
Participó en tres Juegos Olímpicos de Verano, obteniendo una medalla de plata en Barcelona 1992, en la clase Star (junto con Roderick Davis), el quinto lugar en Atlanta 1996 y el quinto en Sídney 2000.

## Palmarés internacional
| \| Juegos Olímpicos \| Juegos Olímpicos \| Juegos Olímpicos \| Juegos Olímpicos \| \| Año \| Lugar \| Medalla \| Clase \| \| ---------------- \| ------------------ \| ---------------- \| ---------------- \| \| 1992 \| Barcelona (España) \| Medalla de plata \| Star \| |                    |                  |       |
| Juegos Olímpicos |                    |                  |       |
| Año | Lugar              | Medalla          | Clase |
| 1992 | Barcelona (España) | Medalla de plata | Star  |